# Jorge Alcalde
Jorge Alcalde   (Callao, 26 de novembre de 1916 - Lima, 25 de juny de 1990), anomenat Campolo, fou un futbolista peruà de les dècades de 1930 i 1940.
Fou 15 cops internacional amb la selecció del Perú.
Pel que fa a clubs, defensà els colors de Sport Boys, River Plate, Banfield i Universitario de Deportes.